# Toute une vie
Toute une vie és una pel·lícula francesa dirigida per Claude Lelouch, estrenada el 1974.

## Argument
Una visió per tres quarts de segle per tal de comprendre un enamorament sobtat. La vida de Sarah, nascuda de pares supervivents de la segona guerra mundial. Paral·lelament, la vida de Simon, fill de París. Després de molt de recorregut, els seus destins es troben en un vol a Nova York.
El cor de la pel·lícula és el  road movie  del pare (Charles Denner) i de la seva filla (Marthe Keller) mentre Simon (André Dussollier) és metamorfosat des d'un petit maquinador en un home de creació.

## Repartiment
- Marthe Keller: Sarah / la seva mare / la seva àvia
- André Dussollier: Simon
- Charles Denner: el pare de Sarah / l'avi de Sarah
- Carla Gravina: l'amiga italiana de Sarah
- Charles Gérard: l'amic de Simon
- Gilbert Bécaud: ell mateix
- Sam Letrone: el propietari del restaurant
- Judith Magre: l'elegant 1900
- André Falcon: l'advocat
- Nathalie Courval: la dona de l'advocat
- Annie Kerani: la dona de Simon
- Daniel Boulanger: el general
- Jacques Villeret: l'espectador
- Gabriele Tinti: el marit "provisional" de Sarah
- Alain Basnier
- Colette Baudot
- Jean Franval
- Gunilla Friden
- Pierre Fuger
- Marie-Pierre de Gérando
- Angelo Infanti

## Al voltant de la pel·lícula
- El rodatge s'ha desenvolupat a Jerusalem (Israel), a Nova York (Estats Units) i a Turquia.
- La pel·lícula va ser projectada fora de competició, en el Festival de Canes de 1974.
- Élie Chouraqui, que era ajudant del director a la pel·lícula, va interpretar igualment el paper d'un sindicalista enamorat.
- Jacques Villeret fa una petita aparició durant la pel·lícula.

## Nominacions
- Oscar al millor guió original 1976.
- Globus d'Or a la millor pel·lícula estrangera 1976.